# Rodrigo Cuevas (cantante)
Rodrigo Cuevas González (Oviedo, Asturias, 24 de septiembre de 1985) es un cantante, compositor, acordeonista, percusionista, DJ y presentador de televisión español. En 2023 fue galardonado con el Premio Nacional de las Músicas Actuales.

## Biografía

### Primeros años
Cuevas nació en Oviedo, Asturias. Estudió piano y tuba en el Conservatorio Superior de Música Eduardo Martínez Torner (CONSMUPA). Posteriormente, estudió Sonología en la Escuela Superior de Música de Cataluña (Esmuc) en Barcelona. Abandonó los estudios y se trasladó a vivir a Galicia. Allí, primero en Santiago de Compostela y posteriormente en la aldea de Barbeira, en San Sebastián de Covelo (La Lama), donde pasó ocho años, aprendió a hablar gallego y se inició en la música y el baile tradicional.

### 2012-2017: Inicios y primeros lanzamientos
Formó parte del dúo musical La Dolorosa Compañía que se caracterizaba por su interpretación de la copla freak-pop. La Dolorosa Compañía estaba formada por Lúa Gándara y el propio Cuevas al acordeón. Ambos tomaban los sobrenombres de Jimena Fernández y Fernando Jiménez, respectivamente.
En su música y espectáculos, Rodrigo Cuevas incorpora bases electrónicas a la música tradicional además de vestir un atuendo rural mezclado con estilo de cabaretera y pin-up. Ha sido denominado el Freddie Mercury del folclore asturiano.
En 2012 publicó el disco “Yo soy la maga”, en el que hacía una revisión de canciones tradicionales gallegas.
En 2016 publicó el disco “Prince of Verdicio”, en el que se incluía la canción que le dio a conocer entre el gran público: “El ritmu de Verdiciu”. En ella, fusionaba la canción tradicional asturiana “Soy de Verdicio” con “Ritmo de la noche” la canción discotequera de los noventa del grupo belga Mystic.
En 2017 publicó un EP homenaje al cantante Tino Casal. En él se incluyen dos versiones de este artista asturiano, «Embrujada» y «Pánico en el Edén». En esta última, contó con la colaboración de Mari Luz Cristóbal Caunedo y Femme Fetén entre otros.

### 2018-2022:Manual de Cortejo

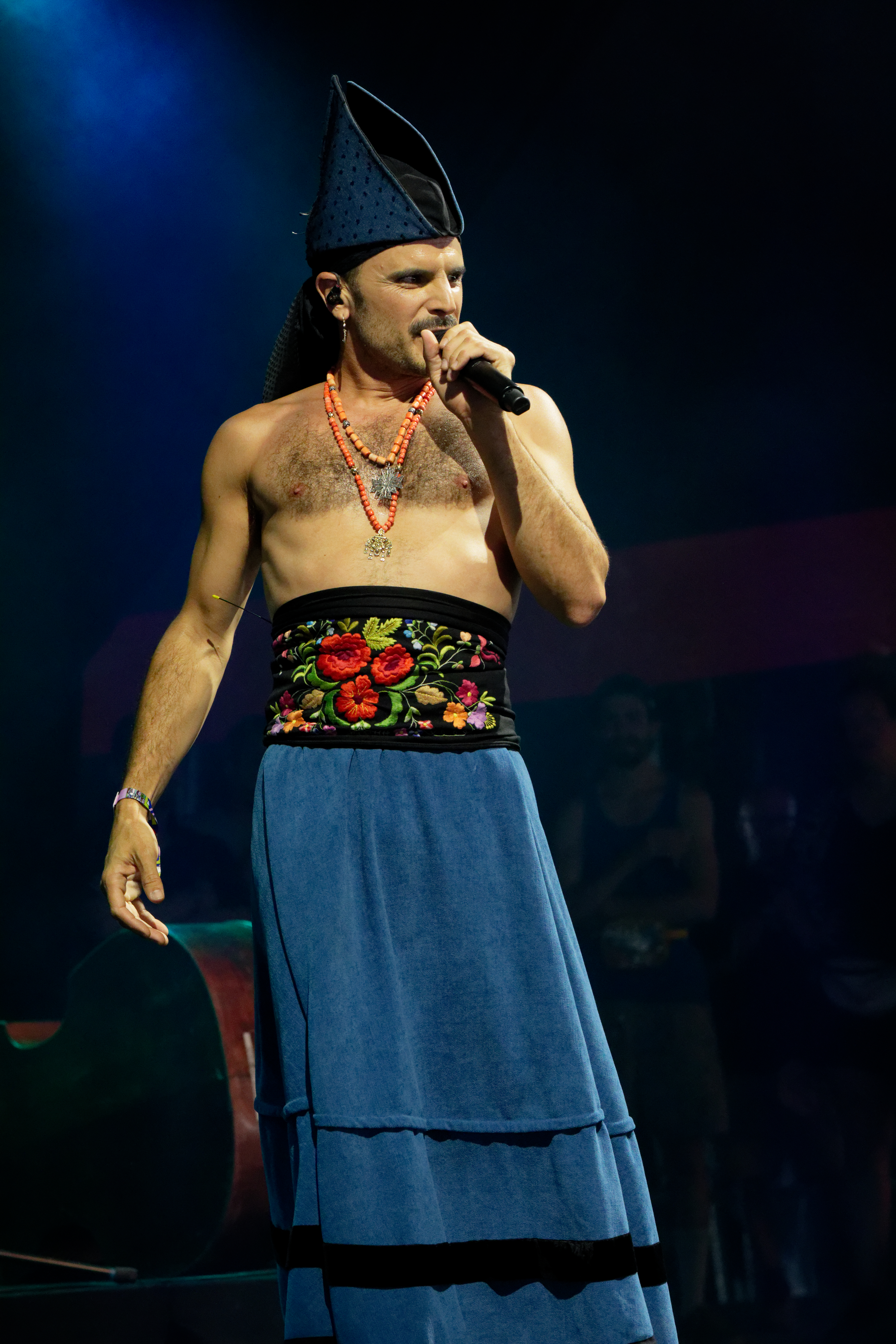
Rodrigo Cuevas en el Festival des Vieilles Charrues 2022

En 2019 publicó el disco Manual de Cortejo en colaboración con Raül Refree en el que incluía la canción «Rambalín» en homenaje al transformista gijonés asesinado en 1976 Alberto Alonso Blanco (Rambal). Incluye además una versión del género de la copla, El día que nací yo, original de 1936 por Imperio Argentina en la película Morena Clara.

### 2023-presente:Manual de Romería
En abril de 2023, Cuevas, publicó el primer sencillo del álbum titulado "Más Animal"; el videoclip fue dirigido por Ricardo Villoria. "Casares" y "Cómo Ye?!", fueron publicados como segundo y tercer sencillos respectivamente en junio de 2023. El álbum Manuel de Romería que está producido por Eduardo Cabra, exintegrante de la banda Calle 13; fue lanzado por Sony Music España el 22 de septiembre de 2023.

## Obra

### Espectáculos
En 2014 estrenó su primer espectáculo “Electrocuplé” en el que fusionaba la canción tradicional asturiana con la copla, el cabaret y el burlesque. Con Electrocuplé, Rodrigo Cuevas dio más de cien conciertos por toda España.
En 2017 presentó su segundo espectáculo “El Mundo por Montera” en el teatro de la Laboral de Gijón, con el que estuvo girando hasta 2019. Fue su segundo show en solitario, y en él combinaba el mundo tradicional y rural con lo urbano, excéntrico, crítico y tecnológico.
En 2019 estrenó su tercer espectáculo, “Trópico de Covadonga”, del que es protagonista y director. Trópico de Covadonga aborda el concepto del tiempo y los ciclos del año en formato de cancionero popular contemporáneo. Suma a historias y canciones folclóricas, códigos musicales actuales así como humor, performance y electrónica. Este espectáculo está producido por Raül Refree.

### Otros proyectos y colaboraciones
En 2016 fue embajador de la Sidra de Asturias con Denominación de Origen Protegida.
Durante la Semana del Audiovisual Contemporáneo de Oviedo (SACO) de 2017 se presentó el documental sobre su vida, "Rodrigo Cuevas. Campo y tablas", dirigido por Manuel García Postigo y Ojos de Hojalata, y producido por Álex Zapico. En 2017, Rodrigo Cuevas fue el maestro de ceremonias del Festival Internacional de Cine de Gijón y de los Premios Oh! de las Artes Escénicas de Asturias.
En 2018 creó la música para la obra Teatral "Sidra en Vena" de Montgomery Entertainment, escrita y dirigida por el dramaturgo JuanMa Pina. También en ese año protagonizó el musical “Horror, el show que nunca se debió hacer”, interpretando el papel de Frank-N-Furter. Este musical era un homenaje a la película estadounidense The Rocky Horror Picture Show. En 2018 presentó el programa “El Camino” para el canal autonómico de Asturias, TPA. En él recorría las etapas del Camino de Santiago del Principado de Asturias.
Durante el confinamiento por la pandemia de COVID-19 en abril de 2020, Cuevas grabó un vídeo homenaje a Rambal, Rambalín en cuarentena, para conmemorar el cuarenta y cuatro aniversario de su asesinato. Contó con la colaboración de los músicos Mapi Quintana, Rubén Bada, Tino Cuesta y Juanjo Díaz y de la pintora y cantante Leticia Baselgas. Cuevas también ejerció como disc-jockey con el sobrenombre artístico “Frixuelo de Sangre DJ”. En 2021, fundó la asociación La Benéfica, Asturias, junto con Sergi Martí y Nacho Somovilla con la intención de crear un centro artes vivas para la expresión artístico cultural, la acción comunitaria y la lucha contra el abandono y la despoblación de las zonas rurales en el edificio de la antigua Benéfica de Piloña, la Sociedad de Socorro Mutuo.

## Vida personal
Cuevas es gay y reivindica la pluma como elemento principal de su arte. Reside en Vegarrionda (concejo de Piloña), una aldea asturiana de menos de veinte habitantes, adonde se trasladó en busca de "tranquilidad". Allí vive con su novio y varios animales.
Defiende el nudismo como forma de liberación y lo ha incorporado como parte de sus espectáculos.

## Discografía

### Álbumes de estudio
| Título            | Detalles                                | Listas | Certificaciones |
| Título            | Detalles                                | SPA    | Certificaciones |
| ----------------- | --------------------------------------- | ------ | --------------- |
| Manual de Cortejo | - Calificación de Jenesaispop: 8 / 10   | 53     |                 |
| Manual de Romería | - Calificación de Jenesaispop: 8.4 / 10 | 9      |                 |

### EP
- 2012: Yo soy la Maga
- 2016: Prince of Verdiciu
- 2017: Embrujada/Pánico en el Edén

### Sencillos
- 2016: Verdiciu
- 2016: Toro Barroso
- 2018: Embrujada
- 2019: El día que nací yo
- 2019: Muiñeira para a Filla Da Bruxa
- 2023: Más Animal (junto a iLe)
- 2023: CASARES

## Filmografía
| Año        | Programa       | Cadena   | Notas       | ref.   |
| ---------- | -------------- | -------- | ----------- | ------ |
| 2016, 2020 | Late Motiv     | #0       | Invitado    | [ 43 ] |
| 2018       | El camino      | RTPA     | Presentador | [ 44 ] |
| 2021       | Atención obras | La 2     | Invitado    |        |
| 2023       | Lo de Évole    | La Sexta | Invitado    | [ 45 ] |

## Giras
- 2019-2022: Trópico de Covadonga[46]
- 2023: La Romería

## Reconocimientos
En 2017 recibió el Premio AMAS al mejor artista revelación. En marzo de ese mismo año fue nombrado Asturiano del Mes por La Nueva España. Un año después fue premiado con el Urogallo al personaje popular por el Centro Asturiano de Madrid.
En 2019 recibió una Residencia de Producción del Programa de Artes Escénicas en Residencia de Laboral Ciudad de la Cultura de Gijón por su show Trópico de Covadonga. Ese mismo año recibió el Premio GAVA de la Asociación Clúster de la Industria Creativa, Cultural y Audiovisual de Asturias al Mejor Presentador de TV por su participación en el programa “El Camino”.
En 2020, fue galardonado junto al colectivo musical “Muyeres”, el grupo de teatro “Nova” y el geólogo Luis Miguel Rodríguez Terente con el Premio Yumper a los valores humanos.En noviembre de ese año, Cuevas fue el ganador del premio Camaretá a la mejor canción por su tema Rambalín, entregado por el Gobierno del Principado de Asturias . Al año siguiente, fue reconocido con el Premio Ojo Crítico de Música Moderna otorgado por Radio Nacional de España. También en 2021, Cuevas ganó el Premio Serondaya a la Innovación Cultural 2021 en la categoría de Artes.
En 2022, el día 27 de junio, víspera del 28 de junio, Día Internacional del Orgullo LGBTI, fue galardonado con el Reconocimiento Arcoíris concedido por el Ministerio de Igualdad y la Dirección General de Diversidad Sexual y Derechos LGTBI de España por su labor visibilizando la diversidad sexual así como la libre expresión de género desde espacios tradicionales como la música folk.
En 2023 fue galardonado con el Premio Nacional de las Músicas Actuales por la “singularidad” de su obra, “que une música tradicional folclórica y música popular contemporánea”. Ese mismo año, recibió el Choqueiro de Os Reises 2023, otorgado por la Asociación Cultural Amigos de Fonteta «Os Reises del Valledor», por su labor en la conservación de la cultura y el medio rural. En enero de 2024, la revista musical Rockdelux nombró a Manual de Romería como el mejor disco de 2023.
En 2024 recibió el premio de Cultura del diario El Comercio.
En 2025 fue galardonado con el Premio La Barraca a las Artes Escénicas, otorgado por la Universidad Internacional Menéndez Pelayo (UIMP) como reconocimiento a sus álbumes y espectáculos, en los que realiza «una mezcolanza entre la canción tradicional y otros géneros más vanguardistas, y en los que fusiona la música electrónica con el humor, la sensualidad y la crítica social, convirtiendo sus creaciones en una experiencia cultural y sensorial con denominación de origen.»
Premios MIN
| Año  | Categoría                                  | Nominación        | Resultado | Ref.   |
| ---- | ------------------------------------------ | ----------------- | --------- | ------ |
| 2020 | Premio AIE al Mejor Artista Emergente      | Él mismo          | Ganador   | [ 63 ] |
| 2020 | Premio al Mejor Álbum de Músicas del Mundo | Manual de Cortejo | Ganador   | [ 63 ] |